# 七海りこ
七海 りこ（ななみ りこ、1994年3月25日 - ）は、日本のAV女優。オールプロモーション所属。

## 略歴・人物
東京都出身。2014年に所属事務所「バンビプロモーション」で「水瀬姫香（みずせ ひめか）」名義でAVデビュー。
同年に所属事務所を「ファイブプロモーション」へ移籍して「七海りこ」名義に改名。
2016年7月22日、公式ツイッターでオールプロモーション所属となったことを報告。
同年11月11日、横浜ロック座でストリップデビュー。

## 出演作品

### アダルトDVD
2014年
- 池袋六ツ又交差点前密着洗体リフレ6hearts;（8月12日、DOC）
- 新・素人娘、お貸しします。 VOL.23（8月22日、プレステージ）※「水瀬由希恵」名義
- 海の駐車場で生着替えする美巨乳女を偶然目撃してしまった僕は…（9月10日、DOC）
- マジックナンパ! vol.15 美人妻限定!! ナンパ生中出し in早稲田（9月19日、MAGIC）
- 2014 SOD女子社員 居残り残業!?ユーザー様からの個人指導で実はこっちの方がもっとHだった水泳大会（9月25日、SODクリエイト）※「瑞井ほのか」名義
- 浜辺の美少女を、本気でヤッちゃいました。 2014 vol.3 神奈川県大磯ビーチで顔射ナンパ編（10月22日、プレステージ）
- 街行くアカンそうな素人をナンパ! 「そんなアカン娘を逮捕!」 手錠かけてHな事しちゃいました♥ PART3（11月21日、DOC）

2015年
- 2015年 新春 SOD女子社員 ユーザー様を招待して、社内で超ハレンチゲーム大会!!（1月8日、SODクリエイト）※「成田理子」名義
- 選び抜かれた素人娘!! in TOKYO リアル1発交渉ナンパ!!（1月9日、ホットエンターテイメント）他出演:水咲あかね ほか
- マジックミラー便 全員35歳over! 美容室帰りのセレブ人妻編 早く旦那に見て欲しい！最も綺麗で美しい瞬間にMM便で初浮気SEX! in銀座&代官山（1月22日、ディープス）※「まきこ」名義
- 修学旅行で女湯を覗いたらバレた! 修学旅行先の露天風呂で待望の覗きを決行した僕たち。いつもは制服しか見れないクラスメイトの裸に大興奮!しかし、覗きがバレて人生が終わったと思いきや、仕返しとばかりに女子たちに囲まれジロジロと勃起チ○ポを観察されてしまい…!（1月22日、Hunter）
- 密室・女子校生ナマ中出し援交 2 お漏らし美少女Cカップ女子●生 りこ(仮名・1●才)（2月13日、HERO）
- 課長も広報も女子社員一同喋る時はマ○コを開閉させるのが通常業務! 常にオマ○コくぱぁ オカズだらけのマンビラ御開帳オフィス 〜性欲処理部オナ指示課!メス臭い美人OLのマ○コとアナル見せつけ業務でセンズリぶっこけ夢の会社!!〜（4月9日、ROCKET）
- 彼氏のキレイなチ●ポしか知らない清楚なウブっ娘が汗臭いオヤジチ●ポを知ったとたん狂ったようにチ●ポを求め、ハメたがる!（4月23日、アパッチ）
- Girls Talk 049 新感覚★★★ 素人ビア〜ン生撮り 「気分はスーパーモデル」そんなミハルが 読者モデルを愛するとき…（5月15日、プラム）
- 美形ギャル女子大生の変態肉便器完成。 野外で小便もらし本気ジミつくって被虐アクメ（5月25日、シャーク）
- 脚がエロすぎる可愛い奥さんが変態プレイを味わいたくて旦那に内緒で撮影に来たらどハマりして不貞アクメ享受（6月25日、ハイヒール）
- 大胆すぎる素人やりすぎハメ記録（7月24日、俺の素人）
- 昼尻妻 誘惑Tバックに挿れたい…。（7月24日、GIGOLO）
- チャック付きブルマ強制着用! 女子マネージャーは俺たちサッカー部の種付け中出しオナホール（8月6日、ROCKET）
- 個人撮影会で写真を撮られるたびに気分が乗ってきてカメラマンの要求に素直に従って最後は中出しさせてくれる女子高生（8月6日、Mr.michiru）
- うちのレズペット一日だけ預かってください 隣の奥様がそう頼んできたペットとは首輪をした全裸の女性だった…（8月20日、ROCKET）
- 大学生限定! リアルに男女の友情は成立するか? in素人エロライブチャット! 最大視聴人数×1万円のバイト感覚で大炎上チャットにあおられHな流れに… 肉体関係のなかった異性の友達同士は お互いの発情を意識したとたん勃起したチ●ポをぐちょ濡れマ●コに挿入シテしまうのか?（9月25日、SCOOP）
- 宇宙特捜アミー ピンチ!!コンビ解消のワナ!（10月9日、GIGA）
- 女子校の先生になれるビデオ（11月1日、MOODYZ）
- 素人のお姉さん!! 「チ●ポを洗う」お仕事してみませんか? 3（11月6日、虎堂）
- 手を使わないフェラチオ Vol.9（11月20日、OFFICE K'S）
- 花びら大回転! おしゃぶりピンサロ店!（11月27日、REAL）
- 新パックリまんこアップ 2（12月4日、サルトル映像出版）
- 憧れ戦隊ヒロインを下僕化 4（12月25日、GIGA）

2016年
- ヤリマン3名に囲まれた地味女子は合コンでヤリマン化するのか?（1月19日、ヤリマン伝説）
- 大胆パンチラで挑発され、ま○こ見せつけられながらパンツで手コかれちゃった僕。 4（1月25日、アロマ企画）
- 全裸角オナニー 5（2月25日、アロマ企画）
- JK 直下型&M字パンチラ挑発 5（2月25日、アロマ企画）他
- ドキュメント 素人酔った大学生テニサー2人に生中出し やばい混ぜ酒飲んで意識混濁!乱れる淫乱コンビ（3月1日、プラム）
- 学校に内緒でパンツを売ってマ●コを見せる女 JK・七海りこ（3月4日、ワニッチ）
- 女戦闘員生贄丸呑み（3月11日、GIGA）
- 狭い家でヤリマン校に通う妹と相部屋。しかも友達(当然ヤリマン)を連れてきて受験生のボクにはかなり過激なヤリマン話をしている。聞きたくなくても相部屋だから聞こえてしまいドキドキ。そんな挙動不審なボクを横目で見ていた妹の友達は妹がいない隙にからかい半分でボクに「Bまでだったらいいよ」と言ってきた。遊びのつもりかもしれないが、ボクはもう本気!無我夢中の乳首責めでなんと友達は何度も乳首イキ! そして「こんなに丁寧に前戯されたことない」と濃厚なキスを連発してきて…!（4月7日、Hunter）
- 公開羞恥処刑! カワイイ顔したイジメっ子(クラスの女子)よ!男の力を思いしれ! 去年まで女子校だった学校に入学した僕を待っていたのは女子によるイジメ!男子が少ないからモテるかと思ったら大間違い!!とにかく主犯格のイジメっ子たちを片っ端から電車、公衆トイレ、図書館で拘束してスカートをズリ下げ思いっきり恥ずかしい思いをさせて逆襲!当然、その時の恥ずかしい写真を撮って二度と僕をイジメないよう脅してヤリまくっちゃいました!（4月19日、アパッチ）
- 完全撮り下ろし!! 気持ちよすぎて飛び出す精子!! 25組50人 Wフェラ（5月12日、Mr.michiru）
- 机の下のぶどう狩りフェラ（8月25日、アロマ企画）
- 挑発ディルドオナニー VI（9月25日、アロマ企画）
- レズレイププロレス 淫乱レズレスラーに凌辱されるベビーフェイス（10月7日、バトル）
- 屈辱!! 女同士の強制足舐め 1（10月7日、FOOT LOVE）
- 大胆パンチラ番外編 スカートの中に潜り込みたい! 超接近型挑発P 4（10月13日、アロマ企画）
- 今日、エッチな自分に正直になります（11月1日、S-Cute）
- 夫婦で挑戦! 夫が佐々木あきの凄テクを20分我慢できたら賞金! 2回イカされちゃったら妻が寝取られ中出しSEX!!（11月13日、はじめ企画）